# Neferkamin Anu
Neferkamin Anu là một pharaon của Ai Cập cổ đại thuộc Thời kỳ Chuyển tiếp thứ nhất. Theo bản Danh sách vua Abydos và lần phục dựng gần đây nhất của Kim Ryholt đối với cuộn giấy cói Turin thì ông là vị vua thứ mười ba của vương triều thứ Tám. Quan điểm này nhận được sự đồng thuận bởi Jürgen von Beckerath, Thomas Schneider và Darell Baker. Vì là một pharaon của vương triều thứ Tám, Neferkamin Anu sẽ cai trị toàn bộ khu vực Memphis.

## Chứng thực
Neferkamin Anu được đề cập tới ở mục thứ 52 của bản danh sách vua Abydos, nó được biên soạn vào đầu thời đại Ramesses. Theo như bản danh sách này thì ông đã kế vị Neferkare Pepiseneb và vị vua kế vị ông là Qakare Ibi.  Cuộn giấy cói Turin đồng nhất Nerferkamin Anu với một Nefer được đề cập tới ở cột thứ 4, dòng thứ 10 của văn kiện này, mà phù hợp với bản danh sách vua Abydos. Tất cả những chi tiết về triều đại của Neferkamin Anu đều bị mất ở trong vết hổng lớn của cuộn giấy cói Turin.

## Tên gọi
Tên gọi của Neferkamin Anu được chuyển tự là Neferkamin Anu dẫu cho nó được ghi lại là Sneferka Anu trên bản danh sách vua Abydos. Lí do cho sự chuyển tự này đó là ký tự chữ tượng hình O34, đọc là s, có thể thay thế cho chữ tượng hình R22 đại diện cho thần Min và đọc là Mn.